# A Baszk Hercegség, illetve Gascogne hercegeinek listája
A Baszk Hercegséget (Vasconia, illetve Wasconia) 602-ben hozta létre a Frank Birodalom a Vizigót Királyságtól elfoglalt terület délnyugati csücskében. Az első herceg (dux wasconum) egy bizonyos Genial lett, akiről a nevén kívül jóformán semmit se tudunk. A hercegség 660-ban perszonálunióra lépett  Aquitaniával.
| Herceg                                             | Uralkodott | Megjegyzés                                                                                   |
| -------------------------------------------------- | ---------- | -------------------------------------------------------------------------------------------- |
| Az önálló Baszk Hercegség frank hercegei (602–660) |            |                                                                                              |
| Genial * ??? † 626?                                | 602–626?   | Valószínűleg frank vagy gallorómai előkelő volt. Lehet, hogy 627-ben halt meg.               |
| Aeghyna * ??? † 638?                               | 626?–638   | Lehet, hogy 627-től, lehet, hogy csak 636-ig. Valószínűleg szász származék.                  |
| Amandus * ??? † 660                                | 636?–660   | Lehet, hogy csak 638-tól. Halála után a Baszk Hercegség perszonálunióra lépett Aquitaniával. |

| Herceg                                                    | Uralkodott | Megjegyzés                                                                                 |
| --------------------------------------------------------- | ---------- | ------------------------------------------------------------------------------------------ |
| A baszk–akvitán perszonálunió idejének hercegei (660–769) |            |                                                                                            |
| Félix * ??? † 670                                         | 660–670    | Toulouse-i nemes.                                                                          |
| I. Lupus * ??? † 710                                      | 670–676    | Baszkföldön valószínűleg egészen 710-ig ő maradt a herceg.                                 |
| I. Nagy Odo                                               | 688-735    | Lehet hogy csak 692-ben, 700-ban, vagy 715-ben lépett trónra. Eudes írásmóddal is gyakori. |
| I. Hunald                                                 | 735-745    | Odó fia, visszavonult egy kolostorba. Elképzelhető hogy később visszatért (lásd lentebb).  |
| Waifer                                                    | 745-767    | Hunald fia. Kirobbantotta az utolsó akvitán felkelést.                                     |

| Herceg                                                             | Uralkodott               | Megjegyzés |
| ------------------------------------------------------------------ | ------------------------ | --- |
| Az Aquitaniától különvált Baszk Hercegség frank hercegei (769–812) |                          | |
| II. Lupus * ? † 778 vagy 801                                       | 767 előtt – 778 vagy 801 | |
| I. Sancho * ? †                                                    | 778 vagy 801–812         | Lupus Centule és I. Séguin bátyja, I. Aznar és II. Sancho apja. A hercegség ebben az időben a Pireneusoktól délre levő baszk területekre is kiterjedt. |

| Herceg                                                   | Uralkodott | Megjegyzés |
| -------------------------------------------------------- | ---------- | --- |
| Rebellis, a frank uralom ellen lázadó hercegek (812–819) |            | |
| I. Séguin * ? † ???                                      | 812–816    | 816-ban felkelt a frank uralom ellen. A lázadást Jámbor Lajos gyorsan leverte, és Séguint megfosztotta tisztségétől. Ez után a Pireneusoktól délre levő baszk területeket Íñigo Arista gróf szerezte meg, és azokon királyságot alapított.                                                                           |
| I. García * ? † 818                                      | 816–818    | García Jiménez — I. Sancho és a leváltott I. Séguin öccse. |
| III. Lupus * ? † 820?                                    | 818?–819?  | Lupus Centule — I. Sancho, I. Séguin és I. García öccse. bátyja halála után a baszk szabadságharc élére állt, a felkelést azonban I. Pipin aquitániai király gyorsan leverte, és Lupust leváltotta tisztségéből. Ezután kevéssel Lupus meghalt. A baszk felkelés a Pireneusokban és a hispániai részen folytatódott. |

| Herceg                                                                     | Uralkodott | Megjegyzés |
| -------------------------------------------------------------------------- | ---------- | --- |
| A Frank Birodalomtól átmenetileg függetlenedő Baszkföld hercegei (820–848) |            | |
| Aznar Sanchez * ? † 836                                                    | 820–836    | Aznar Sanchez, I. Sancho fia. 824-től, a Pamplonai Királyság megalakulásától hercegsége már formálisan is a Pireneusoktól északra lévő részre szorult össze. |
| II. Sancho * ? † 855–864 között                                            | 836 – 848  | Sancho Sanches . 848-ig harcolt Baszkföld függetlenségéért, ekkor azonban elfogadta hűbérurának Kopasz Károlyt. Hatalmának ellensúlyozására Jámbor Lajos császár valamikor 836 után Aquitaniából leválasztotta a Bordeaux-i grófságot, és annak első grófjává Sancho rokonát, II. Séguin bordeaux-i grófot tette meg címzetes baszk hercegként. |

| Gróf                                                     | Uralkodott | Megjegyzés |
| -------------------------------------------------------- | ---------- | --- |
| Bordeaux grófjai, Baszkföld címzetes hercegei (838?–848) |            | |
| II. Séguin * ? † 846                                     | 838?–846   | |
| Septimaniai Vilmos * ? † 848?                            | 846–848?   | (Guillem Bernardes néven is ismert) 844-től Toulouse grófja, 846-tól Barcelona grófja. II. Pipin aquitániai király oldalán felkelt ellen, de ő leverte a lázadást, és Vilmost megölték — valószínűleg 850-ben (lehet, hogy 849-ben). |

| Uralkodó                                                              | Uralkodott           | Megjegyzés |
| --------------------------------------------------------------------- | -------------------- | --- |
| A Baszk Hercegség hercegei a Frank Birodalom vazallusaiként (848–864) |                      | |
| II. Sancho * ? †855–864 között                                        | 848 – 855–864 között | 848-ban elfoglalta a Bordeaux-i grófságot, és kiszorította Akvitániából Septimaniai Vilmost. 852-ben Sanchóhoz menekült II. Pipin aquitániai király, miután vereséget szenvedett Kopasz Károlytól. Sancho 852-ben kiadta Károlynak Pipint. 851-ben őt és öccsét, Emenont is elfogta Múszá ibn Múszá, Banu Qasi emírje, és csak 852-ben váltották ki őket. |
| Arnold * ? † 855–864 között                                           | 855–864 között – 864 | Fézensac hercege is. 863-ban Kopasz Károly Angoulême és Barcelona grófjává is kinevezte. A következő évben először sikerrel védte meg a grófság partjait, de pár hónappal később maga is elesett a viking fosztogatókkal vívott harcban. |

Nagyjából ettől fogva a hercegséget Gascogne-nak hívták.
| Uralkodó                                       | Uralkodott    | Megjegyzés                                         |
| ---------------------------------------------- | ------------- | -------------------------------------------------- |
| Gascogne hercegei a Gascogne-házból (864–1032) |               |                                                    |
| III. Sancho * ? † 893                          | 864–893       | „Mitarra Sancho” — lehet, hogy II. Sancho fia volt |
| II. García * ? † 930                           | 893–930       | García Sánchez — III. Sancho fia vagy öccse        |
| IV. Sancho * ? † kb. 950                       | 930 – kb. 950 | Sancho Garcés — II. García fia                     |
| V. Sancho * ? † 961                            | kb. 950 – 961 | Sancho Sánchez — IV. Sancho fia                    |
| II. Vilmos * ? † 996                           | 961–996       | Guillermo Sánchez — V. Sancho öccse                |
| I. Bernát * ? † 1009                           | 996–1009      | II. Vilmos fia                                     |
| VI. Sancho * ? † 1032                          | 1009–1032     | I. Bernát öccse                                    |

| Uralkodó                                           | Uralkodott             | Megjegyzés |
| -------------------------------------------------- | ---------------------- | --- |
| Gascogne vegyesházi hercegei (1032–1204)           |                        | |
| II. Odo * 1010 körül † 1039                        | 1032–1039. március 10. | A Poitiers-házból; Eudes írásmóddal is gyakori. II. Vilmos gascogne-i herceg Brisca nevű lányának és V. Vilmos aquitániai hercegnek a fia. Féltestvére, VI. Vilmos aquitániai herceg halála után, 1038-tól Poitou grófja és Aquitania hercege is. |
| II. Bernát * 1020 körül † 1052                     | 1039–1052              | Az Armagnac-házból. Születésétől fogva Armagnac grófja. |
| III. Vilmos * kb. 1025 † 1086 szeptembere          | 1052–1086 szeptembere  | Gui-Geoffroi; V. Vilmos és Burgundi Ágnes fia. Féltestvére, VII. Vilmos (Pierre-Guillaume) aquitaniai herceg halála (1058) halála után Aquitania hercege és (VI. Vilmos néven) Poitou grófja is.                                                  |
| IV. Vilmos * 1071. október 22. † 1126. február 10. | 1086–1126              | Trubadúr Vilmos, avagy Ifjabb Vilmos. Aquitania hercege és Poitou grófja is. |
| V. Vilmos * 1099 † 1137. április 9.                | 1126–1137              | Toulouse-i Vilmos, illetve szent Vilmos. Aquitania hercege és Poitou grófja is. |
| Aquitániai Eleonóra * 1122 † 1204. április 8.      | 1137–1204              | Aquitania hercege, Poitou Saintonge, Angoulême (Angoûmois), Limousin, Auvergne, Bordeaux és Agen grófnője is. 1137–1152 között francia, majd 1154—1189 között angol királyné, 1189—1199 között Anglia régense.                                    |

Eleonóra halálával Aquitania és Gascogne is az angol királyi családra (Plantagenêt-ház) szállt.

## Fordítás
- Ez a szócikk részben vagy egészben  a   Duchy of Gascony című angol Wikipédia-szócikk ezen változatának fordításán alapul.  Az eredeti cikk szerkesztőit annak laptörténete sorolja fel. Ez a jelzés csupán a megfogalmazás eredetét és a szerzői jogokat jelzi, nem szolgál a cikkben szereplő információk forrásmegjelöléseként.